# Repubblica della Bassa California
La Repubblica della Bassa California è stata una Repubblica effimera sorta nel Messico nel 1853 fondata dal mercenario e avventuriero statunitense William Walker.

## Storia
Il 15 ottobre 1853 con l'aiuto di 45 mercenari Walker intraprese la sua prima operazione da avventuriero ricalcando in un certo modo le orme degli antichi conquistadores per la conquista dei territori messicani della Bassa California e di Sonora. Riuscì ad impadronirsi di La Paz, capitale della Bassa California, un territorio molto popolato.
Proprio di La Paz fece la capitale della sua nuova repubblica della Bassa California di cui si proclamò presidente, imponendo una costituzione identica a quella della Louisiana. 
Temendo attacchi da parte del Messico, Walker si trasferì prima a Cabo San Lucas, e poi più a nord, ad Ensenada.
Sebbene non fosse mai riuscito a conquistare Sonora, tre mesi più tardi decise di unire questa regione alla Bassa California per formare una grande Repubblica di Sonora. La mancanza di rinforzi e un'inattesa resistenza da parte dei Messicani lo costrinsero a battere in ritirata. Di ritorno in California venne accusato di avere intrapreso una guerra illegale e fu sottoposto a giudizio. In questo periodo l'opinione pubblica degli stati americani del sud e dell'ovest vedeva con simpatia questi avventurosi tentativi d'espansione e conquista. In poco più di otto minuti il tribunale lo assolse.